# Resolução 208 do Conselho de Segurança das Nações Unidas
A Resolução 208 do Conselho de Segurança das Nações Unidas aprovada em 10 de agosto de 1965, após ter tomado conhecimento com pesar da morte do juiz Abdel Hamid Badawi, juiz do Tribunal Internacional de Justiça, o Conselho decidiu que a eleição para ocupar a vacância ocorreria durante a vigésima sessão da Assembléia Geral.